# ویشتن
ویشتن (به لوکزامبورگی: Viichten) یک شهرداری در استان ردانژ کشور لوکزامبورگ است که ۱۲٫۲۶ کیلومترمربع مساحت دارد و جمعیت آن در سال ۲۰۱۱ میلادی ۱۰۲۷ نفر بوده‌است.

## بخش‌ها
این شهرداری دارای دو بخش زیرمجموعه می‌باشد.
- ویشتن (Viichten) مرکز
- میشلبوخ (Méchelbuch)

## آمار جمعیت
تاریخچه رشد جمعیت این شهرداری در جدول زیر آمده‌است  :
| سال  | جمعیت |
| ---- | ----- |
| ۱۸۲۱ | ۴۴۴   |
| ۱۸۵۱ | ۷۶۹   |
| ۱۸۸۰ | ۷۳۸   |
| ۱۹۱۰ | ۷۰۸   |
| ۱۹۳۵ | ۵۱۲   |
| ۱۹۴۷ | ۴۹۳   |
| ۱۹۶۰ | ۴۸۸   |
| ۱۹۷۰ | ۵۱۲   |
| ۱۹۸۱ | ۵۷۴   |
| ۱۹۹۱ | ۶۳۳   |
| ۲۰۰۱ | ۸۳۱   |
| ۲۰۰۴ | ۸۸۸   |
| ۲۰۰۷ | ۹۰۵   |
| ۲۰۱۰ | ۱۰۳۲  |
| ۲۰۱۱ | ۱۰۲۷  |